# 匈牙利工农革命政府
匈牙利工农革命政府（匈牙利语：magyar Forradalmi Munkás-Paraszt Kormány），又称第一次卡达尔政府（első Kádár-kormány），是1956年匈牙利革命期间在苏联支持下成立的政府，目的是取代纳吉·伊姆雷政府。
11月2日，卡达尔·亚诺什在与纳吉政府断绝关系后，正式在“匈牙利东部的某地”（但很可能是在喀尔巴阡乌克兰小镇乌日霍罗德）开始筹建一个“新的革命中心”，以在苏联的帮助下推翻纳吉政府。11月4日凌晨4点05分，明尼赫·费伦茨通过塞格德广播电台宣布成立“匈牙利工农革命政府”。凌晨5点左右，卡达尔·亚诺什通过塞格德广播电台宣布“匈牙利工农革命政府”的成员名单，并概述其纲领，呼吁民众支持。同日，卡达尔政府请求苏联帮助镇压“反革命分子”。11月7日，卡达尔随苏联军队的车队抵达匈牙利首都布达佩斯。该政府存在至1958年1月28日，被明尼赫政府取代。